# 4 Dywizjon Rakiet Taktycznych
4 Dywizjon Artylerii / 4 Dywizjon Rakiet Taktycznych (4 da / 4 drt) – pododdział artylerii rakietowej Wojska Polskiego.

## Formowanie i zmiany organizacyjne
Jeszcze wiosną 1963 uruchomiono proces formowania dywizjonów rakiet taktycznych, które postanowiono włączyć w skład dywizji ogólnowojskowych.
Zarządzeniem szefa SG WP nr 0060/Org. z 8 kwietnia 1963 4 Dywizjon Artylerii Rakietowej został przeformowany w 4 Dywizjon Artylerii (etat 4/243) i przezbrojony w wyrzutnie rakiet taktycznych 2P16 wchodzące w skład zestawu 2K6 Łuna. W skład dywizjonu początkowo wchodziły: dowództwo i sztab, bateria dowodzenia, dwie baterie startowe (w każdej jedna wyrzutnia), pluton obsługi technicznej i pluton zaopatrzenia. Dywizjon podporządkowany został 16 Kaszubskiej Dywizji Pancernej.
W 1966 jednostka wyposażona została w trzy zestawy 9K52 z wyrzutniami 9P113.
W późniejszym czasie Jednostka posiadała etat nr 30/004 i uzbrojona była w trzy wyrzutnie 9P113. Stacjonowała w Malborku. W 1992 została rozformowana.
Zarządzeniem szefa SG WP nr 08/Org. z 8 lutego 1988, w terminie do 30 września 1988 przeformowano dywizjon z etatu 30/004/0 na 30/202/0 i dozbrojono w czwartą wyrzutnię.
Pod koniec 1988 4 dywizjon rakiet taktyczny posiadał etat nr 30/202, a jego podstawowe wyposażenie stanowiły cztery wyrzutnie 9P113.

## Skład organizacyjny
dowództwo i sztab
- bateria dowodzenia
- 2 baterie startowe
  - dwa plutony
- pluton obsługi technicznej
- pluton remontowy
- pluton zaopatrzenia
- pluton medyczny

Razem w drt:
- 4 wyrzutnie rakiet taktycznych R-70

## Dowódcy dywizjonu
- mjr Wacław Cichowski (1963–1964)
- mjr Wacław Chomicki (1964–1965)
- ppłk Jan Gajda (1965–1974)
- ppłk Stanisław Gorzeń (1974–1978)
- mjr Jerzy Kiełbowski (1978–1980)
- mjr Stanisław Wasilewski (1980–1985)
- mjr Stanisław Waszkiewicz (1985–1990)
- mjr Tadeusz Michalak (1990–1992)